# Alfons VI. (Portugal)

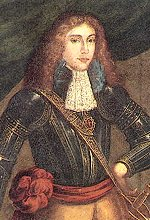
König Alfons VI. von Portugal

Alfons VI., port. Dom Afonso VI, (* 21. August 1643 in Lissabon; † 12. September 1683 in Sintra), genannt „der Siegreiche“ (O Vitorioso), war der 22. König von Portugal. Er war der zweite Monarch aus dem Haus Braganza und regierte von 1656 bis 1668. Den Großteil seiner Herrschaft verbrachte er als Gefangener seines Bruders Peter, den er 1668 als Regenten eingesetzt hatte.

## Leben

Das Wappen der portugiesischen Könige von Johann II. bis Manuel II.

Alfons VI. war der dritte Sohn von Johann IV. von Portugal und dessen Gemahlin Luisa von Guzmán. Als sein Vater 1656 starb und Alfons den Thron bestieg, war er erst 13 Jahre alt. Er stand deshalb zunächst unter Regentschaft, die von seiner Mutter geführt wurde. Alfons VI. war seit seinem dritten Lebensjahr gelähmt und geistesschwach, so dass die Regentschaft auch nach seiner Volljährigkeit fortgeführt wurde. Aufgrund einer Verschwörung des dritten Grafen von Castelo Melhor gegen die Regentschaft begann Alfons VI. 1662 formal selbständig zu regieren, die Macht fiel aber de facto dem Grafen von Castelo Melhor zu, der grauen Eminenz hinter dem Thron.
Johann IV. hatte den portugiesischen Thron 1640 nach einem Aufstand bestiegen, mit dem die spanischen Habsburger, die Portugal seit 1580 in Personalunion regiert hatten, aus dem Land vertrieben wurden. Der spanische König Philipp IV. (der in Portugal als Philipp III. herrschte) hatte so den portugiesischen Thron an das Haus Braganza verloren, die Souveränität über Spanien jedoch behalten. Spanien war nicht bereit, den Abfall Portugals kampflos hinzunehmen. Da das Land aber zum Zeitpunkt des Aufstands in andere Kriege (vor allem mit Frankreich) verwickelt war und seine Armeen deshalb dringend anderweitig benötigte, kam es während der Regierung von Johann IV. kaum zu spanisch-portugiesischen Kämpfen.
1659 endete der Krieg zwischen Spanien und Frankreich, und der spanische König hatte nunmehr die Möglichkeit, sich der portugiesischen Frage zuzuwenden. Die Spanier überschritten schließlich mit einer Armee die Grenze, um Alfons VI. zu verjagen und die Habsburgerherrschaft über Portugal wiederherzustellen. Im Zuge dieses Einmarsches besetzten die spanischen Truppen Elvas.
Vereinte portugiesisch-britische Truppen schlugen die Spanier jedoch bei Ameixial (8. Juni 1663), Castelo Rodrigo (7. Juli 1664) und Montes Claros (17. Juni 1665).
Im Jahr 1665 starb der spanische König Philipp IV. und damit der letzte Monarch aus dem Haus Habsburg, der noch den portugiesischen Königstitel getragen hatte. Die Spanier, durch die militärischen Niederlagen geschwächt, mussten nun im Jahre 1668 im Frieden von Lissabon die portugiesische Unabhängigkeit anerkennen. Ceuta verblieb bei Spanien. Diese Siege über Spanien brachten König Alfons VI. den Beinamen „o vitorioso“ (der Siegreiche) ein.
Trotz dieser Siege wurde es aber immer offensichtlicher, dass Alfons VI. wegen seiner Behinderung das Land nicht effizient regieren konnte. 1666 hatte er Maria Franziska von Savoyen, Prinzessin von Nemours, geheiratet. Die Königin verliebte sich allerdings in Alfons’ jüngeren Bruder Peter.
Am 23. November 1667 vertrieb Peter zusammen mit der Königin den bisherigen Kronrat und zwang den König dazu, eine Urkunde zu unterschreiben, mit der dieser auf die Ausübung der Regierung verzichtete. Die Ehe des Königs wurde aufgelöst, da er angeblich nicht in der Lage war, sie zu vollziehen. Am 24. März 1668 heiratete die Königin den Prinzregenten Peter. Die Cortes setzten 1668 den König ab und ernannten Peter zum Regenten. Alfons VI. lebte als Gefangener zunächst auf Terceira. Nachdem seine Anhänger 1673 versucht hatten, ihn wieder auf den Thron zu bringen, wurde er bis zu seinem Tod 1683 in einer Zelle im Palácio Nacional de Sintra eingesperrt. Nach seinem Tod bestieg dann sein Bruder als König Peter II. den portugiesischen Thron.
Alfons VI. war Gegenstandes des Films O Processo do Rei aus dem Jahr 1990.